# Kompozicija H6
Kompozicija H6 je tip plastičnog eksploziva koji je široko korišćen, posebno u vojne svrhe. Sastoji se od TNT-a (trinitrotoluola), RDX (ciklotrimetilentritramina), površinski aktivnih supstanci i plastifikatora.
TNT i RDX su glavni eksplozivi u ovoj kompoziciji. RDX je poznat po svojoj visokoj brzini detonacije i većoj eksplozivnoj snazi u poređenju sa TNT-om. Površinski aktivne supstance i plastifikatori koriste se za poboljšanje plastičnih svojstava ove mešavine, što je čini oblikovljivom i lako rukovodljivom.
Kompozicija H6 je relativno siguran za rukovanje i skladištenje, jer ima nisku osetljivost na udar, trenje i statički elektricitet. Takođe ima relativno nisku brzinu sagorevanja, što ga čini idealnim za upotrebu u kontrolisanim eksplozijama.
Kao i drugi eksplozivi, Kompozicija H6 je predmet stroge regulative zbog potencijalne zloupotrebe. U nekim zemljama, posedovanje i upotreba ovog materijala bez odgovarajuće dozvole može biti kažnjivo zakonom.
Vredi napomenuti da, iako Kompozicija H6 ima veliku eksplozivnu snagu, on je takođe veoma toksičan, a njegova proizvodnja i upotreba mogu imati značajne ekološke posledice. Otpad proizveden tokom proizvodnje i upotrebe Kompozicije H6 može zagađivati tlo i vodu, a njegovo sagorevanje može osloboditi štetne gasove u atmosferu.
Takođe treba biti svestan da u rukovanju bilo kojim eksplozivom, bez obzira na njegova svojstva, postoji inherentan rizik i potreba za profesionalnim znanjem i veštinama.
Kompozicija H6 je prvobitno proizveden u Sjedinjenim Državama, a zatim i u Australiji. Uglavnom se koristi u pomorskom oružju, npr. u dubinskim bombama, morskim minama ili torpedima, ali i npr. u bombama Mark 82 ili Mark 84. Sastav smeša proizvedenih u ovim zemljama se neznatno razlikovao; u američkoj verziji dodatno je kontaminiran oktogenom proizvedenim u fazi proizvodnje. U slučaju australijske verzije, ovaj materijal, sa gustinom od 1,739 g/cm³, ima brzinu detonacije od 7324 m/s. Njegova stabilnost i osetljivost je slična kompoziciji B.

## Sastav eksploziva Kompozicije H6
Kompozicija H6 je američka vojna eksplozivna smeša sastavljena od sledećih procentualnih vrednosti supstanci po težini: 
| Naziv komponente                                | Američki sastav | Australijski sastav             |
| ----------------------------------------------- | --------------- | ------------------------------- |
| RDX                                             | 44,0%           | 45,1 ± 3,0% (sa nitrocelulozom) |
| TNT                                             | 29,5%           | 29,2 ± 3,0%                     |
| Aluminijum u prahu                              | 21,0%           | 21,0 ± 3,0%                     |
| Parafinski vosak kao sredstvo za flegmatizaciju | 5,0%            | 4,7 ± 1,0%                      |
| Kalcijum hlorid                                 | 0,5%            | 0,7 ± 3,0%                      |

Kompozicija H6 se koristi u brojnim vojnim primenama, posebno u podvodnoj municiji (npr. pomorske mine, dubinske bombe i torpeda) gde je generalno zamenio torpeks, budući da je manje osetljiv na udar i ima stabilnije karakteristike skladištenja. Otprilike je 1,35 puta snažniji od čistog TNT-a.

## Svojstva
- Gustina: 1.72 g/cm³
- Brzina detonacije: 7,367 m/s [1]

## Gde se sve koristi Kompozicija H6
Kompozicija H6 je svestrani eksploziv koji se koristi u različitim primenama, često u vojnoj industriji. Evo nekoliko uobičajenih upotreba:
1. Vojna upotreba: Kompozicija H6 je uobičajeni izbor za razne vojne primene, uključujući upotrebu u artiljerijskim granatama, bombama, minama i torpedima. Zbog svoje visoke brzine detonacije i eksplozivne snage, on je idealan za uništavanje čvrstih ciljeva.
2. Razaranje i rušenje: Kompozicija H6 se takođe može koristiti u civilnim primenama, kao što su razaranje zgrada, rušenje mostova i drugih struktura. Eksplozivi kao što je Kompozicija H6 se često koriste za kontrolisano rušenje, gde je cilj uništiti specifičnu strukturu bez nanošenja štete okolnim objektima.
3. Kopanje tunela i rudarstvo: U industriji kopanja tunela i rudarstvu, Kompozicija H6 može biti koristan za stvaranje eksplozija koje presecaju kroz tvrdu stenu. Kompozicija H6 je posebno efikasan za ovu svrhu zbog svoje velike detonacijske brzine.
4. Borbeno inženjerstvo: U vojsci, borbeni inženjering često uključuje upotrebu eksploziva kao što je Kompozicija H6 za stvaranje ili uklanjanje prepreka na bojnom polju.

Ovo su samo neke od mnogih potencijalnih upotreba za kompoziciju H6. 